# Ancognatha castanea
Ancognatha castanea är en skalbaggsart som beskrevs av Wilhelm Ferdinand Erichson 1847. Ancognatha castanea ingår i släktet Ancognatha och familjen Dynastidae. Inga underarter finns listade i Catalogue of Life.